# 刘懋政

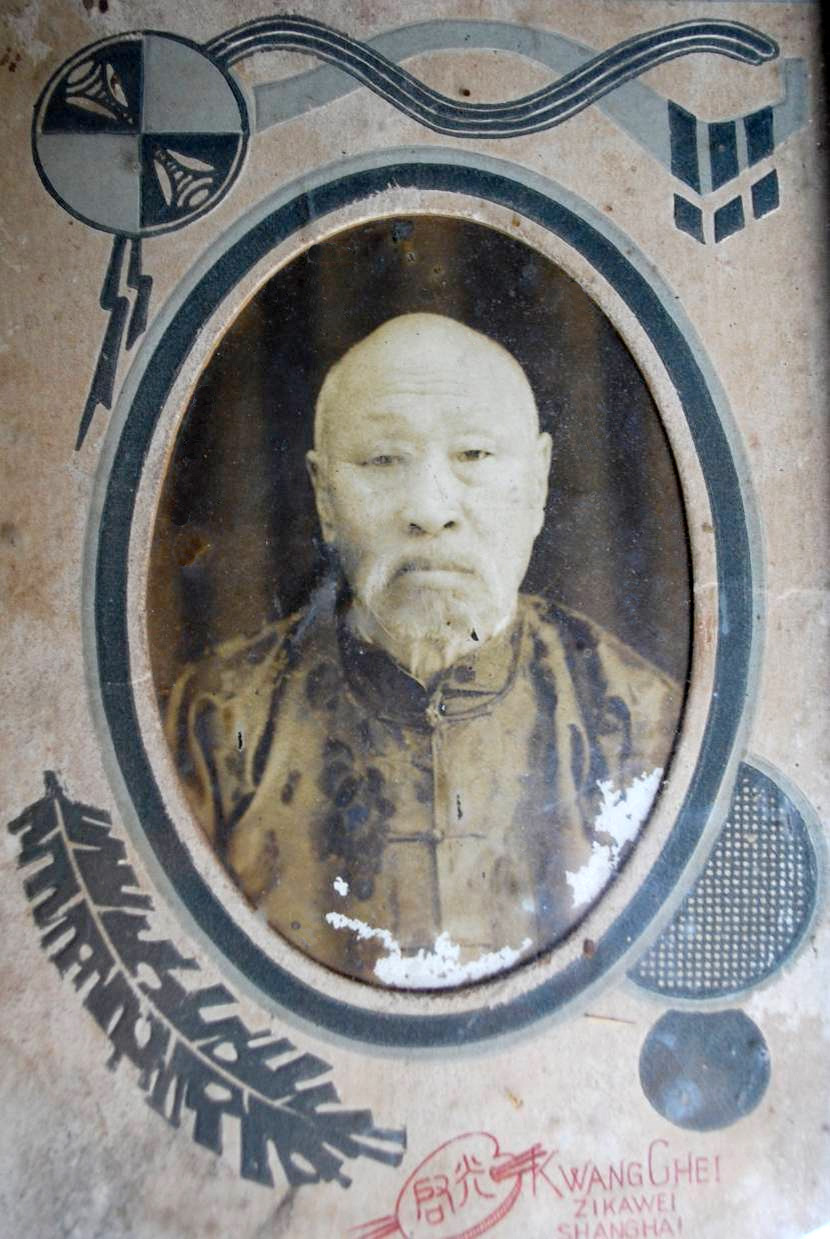

刘懋政（1870年—约1938年）山东省成武县党集村（今属党集乡）人，中华民国军事将领。

## 生平
1870年，刘懋政生于党集村一个富裕地主家庭，是家中长子，其父为刘庆榛，家中原有近千亩土地。清末中国农村中小地主相继破产，到19世纪末，作为长子主持家务的刘懋政面临家庭经济破产的处境，刘懋政遂将家中剩下的十多亩地全部出售，办了一场“告干戏”，请来戏班在家门口举办了三天演出，并借此告知乡邻自家已破产。后来，他秘密购买了六、七条快枪，聚集了周边村庄的十多名穷汉，组织武装进行劫掠。1909年前后，一位康姓公子自北京赴中国南方省亲，途经成武县南鲁集以北的官桥附近时，遭刘懋政率人抢劫。康公子的“千里镜”（即望远镜）和一只祖传玉镯也都被抢走。据说，康公子是清廷某位重臣的干儿子，故回北京后，康公子即向有司报案。刑部当即下文书命成武县破案。成武县最终将刘懋政捉拿归案，送往北京进行究办。
后来，刘懋政获授江西省上饶巡防营统领职务。1911年武昌起义爆发。1911年10月23日，江西的中国同盟会会员策动九江新军起义，成立九江军政分府。随后，江西南昌新军各营队以及陆军小学堂、测绘学堂的学生均准备响应起义。江西巡抚冯汝骙连忙将在上饶的刘懋政部调到南昌，监视新军，并收缴了陆军小学堂学生的枪械和子弹，软禁了新军第二十七混成协协统吴介璋。10月28日，身为革命党人的测绘学堂学监俞应麓、测绘司教官彭程万同南昌中国同盟会支部成员，在新军工程兵队部秘密召开会议，决定举行起义，光复南昌。10月30日晚11时之后，在革命党人蔡公时的策动下，南昌城外的新军首先向城内进攻，俞应麓则率测绘学堂学生和彭程万所率测绘司学员一起配合新军夺取南昌城，并攻占了江西巡抚冯汝骙的巡抚衙门。冯汝骙急命返回上饶的清军刘懋政部赶回南昌救援。当天晚上，驻上饶的刘懋政部四千多人赶到南昌。俞应麓、彭程万连夜赶至南昌郊区铜元厂的刘懋政大营，成功说服刘懋政归顺革命，南昌方才顺利光复。南昌光复之后，新军各部推吴介璋出任江西省军政府都督。此后，新军各部接受改编，刘懋政的上饶巡防营被改编为江西第二协，刘懋政仍任协统。
五十五标标统冯嗣鸿反对吴介璋出任都督，并联络部分新军统领秘密倒吴。吴介璋上台仅两个月便辞职。冯嗣鸿等人随即拥彭程万为都督。不久，汉阳的民军失利，清军冯国璋部围攻武昌，湖北和江苏的革命党人向彭程万求援。彭程万担心冯嗣鸿和刘懋政分别领导的两支巡防营发动兵变，便派冯嗣鸿部赴武汉援湖北，派刘懋政部赴南京援江苏。在九江都督府参谋长蒋作宾的指挥之下，刘懋政、冯嗣鸿部分别进军广济、黄冈，牵制正在围攻武昌的清军冯国璋部。武汉附近的清军纷纷沿江而下，对付刘懋政、冯嗣鸿部，武昌的危局得到缓解。
1912年中华民国成立后，1912年12月16日，北京政府授予刘懋政陆军少将衔。1913年9月1日，授陆军少将加中将衔。1923年4月3日，授陆军中将衔，并调任陆军部顾问。在陆军部任职期间，1923年，刘懋政参与了临城劫车案的谈判。1923年5月13日，孙美瑶的抱犊崮土匪方面与北京政府方面进行谈判，参加谈判的北京政府方面人员有：山东督军田中玉、督办郑士琦、兖州镇守使何锋钰、徐州镇守使陈调元、外交部江苏特派员温世珍、交通总长吴毓麟、津浦铁路局局长孙凤藻、天津警察处处长杨以德、总统府外籍顾问安特生，刘懋政作为国务总理张绍曾派出的代表和张树元等人也参加了谈判。土匪方面则有孙美瑶、孙世华、郭其才以及一名随从，共四人。谈判破裂。5月27日，北京政府航空署派飞机在抱犊崮上空侦察，并散发传单，土匪十分恐惧。当天下午，土匪要求鲍惠尔（被劫持的美国人）偕匪方代表刘守廷等三人，再次下山同北京政府方面进行接洽，并释放了美国人艾伦、英国人史密斯，表示诚意。官匪双方约定5月31日再次谈判。 谈判后，双方迅速达成协议，匪方同意释放人质，改编土匪为一个旅，孙美瑶任旅长。临城劫车案获得解决。
临城劫车案结束后，刘懋政称病寓居上海。过了一段时间，刘懋政回到家乡成武县党集，后来在家乡患上精神病。约1938年，刘懋政在家中病逝，葬于党集村东的刘氏牌坊林。文化大革命期间，其墓被扒开并平毁。